# Йота Волопаса
Йота Волопаса (лат. ι Boötis), 21 Волопаса (лат. 21 Boötis) — тройная звезда в созвездии Волопаса на расстоянии приблизительно 95,1 световых лет (около 29,2 парсеков) от Солнца. Возраст звезды определён как около 1,01 млрд лет.

## Характеристики
Первый компонент (HD 125161) — белая пульсирующая переменная звезда типа Дельты Щита (DSCTC) спектрального класса A7V, или A6V, или A5, или A9V. Видимая звёздная величина звезды — от +4,78m до +4,73m. Масса — около 1,7 солнечной, радиус — около 1,81 солнечного, светимость — около 8,815 солнечных. Эффективная температура — около 7393 K.
Второй компонент (HD 234121) — оранжевый карлик спектрального класса K1V. Видимая звёздная величина звезды — +7,5m. Масса — около 0,8 солнечной, радиус — около 0,78 солнечного, светимость — около 0,414 солнечной. Эффективная температура — около 5228 K. Удалён на 38,5 угловых секунды.
Третий компонент (UCAC3 283-115712) — жёлтый карлик спектрального класса G. Видимая звёздная величина звезды — +12,6m. Радиус — около 0,88 солнечного, светимость — около 0,572 солнечной. Эффективная температура — около 5340 K. Удалён на 85,9 угловых секунды.

## Планетная система
В 2019 году учёными, анализирующими данные проектов HIPPARCOS и Gaia, у звезды обнаружена планета.